# I soldi sono finiti
I soldi sono finiti è l'album d'esordio del gruppo rock alternativo milanese Ministri, pubblicato nel novembre 2006.

## Il disco
Inciso per l'etichetta discografica indipendente Otorecords con la collaborazione di Maninalto!, l'album è stato distribuito da Venus Dischi in tutta Italia. La produzione è stata affidata ad Alessio Camagni. Il disco è stato realizzato al Noise Factory di Milano.
Il disco è caratterizzato da diverse particolarità. Innanzitutto, sopra la copertina di ogni CD viene inserita una moneta vera da 1 Euro, per provocare e sensibilizzare i "consumatori" di musica sulla crisi discografica in atto. Inoltre, nel libretto si può trovare la nota "spese della produzione dell'album".

Il disco si è garantito una distribuzione molto ampia ed ha avuto un grosso impatto sulla scena indie italiana: ai testi politicamente scorretti vengono affiancati strumenti energici e voci trasformiste (tra melodia, grunge e urlato). Tutto ciò ha portato la banda milanese a esibirsi in tutta Italia e in vari contesti, dalle feste di paese all'Italia Wave nel 2007.
La canzone "Il mio compagno di stanza" doveva originariamente far parte di quest'album, ma non fu mai inserita per motivi che i Ministri stessi hanno spiegato varie volte nelle loro interviste. È stata suonata solo dal vivo fino a quando non fu inserita come traccia bonus per la versione di I-Tunes dell'album nella riedizione del 2011
Tutte le canzoni sono intervallate da intermezzi, non c'è nessun momento di pausa. Le parti di fisarmonica suonata dalla madre del produttore (come i Ministri affermano durante la cerimonia di pubblicazione della riedizione del 2011 dell'album), alcuni spezzoni di armonica e chitarra da F Punto; la particolarità è che i rumori di sottofondo sono stati catturati da una festa di asiatici (filippini) adiacente allo studio di registrazione. Tutti gli altri effetti e suoni negli intermezzi sono stati registrati dai Ministri stessi con metodi non convenzionali e rudimentali (ad esempio per catturare il rumore delle monete che cadevano dentro un cappello hanno realmente microfonato un cappello mentre vi si lanciavano le monete all'interno).

## Riedizioni
L'album è stato pubblicato anche in altre due edizioni: nel 2009 sempre per la Otorecords e nel 2011, questa volta per la Universal. La ristampa del 2009 era in tiratura limitata (1000 copie). In ciascuna delle copie è stato inserito un pezzo delle vecchie giacche che avevano accompagnato i Ministri fino ad allora. Nella ristampa del 2011 sono anche presenti tre brani tratti da La piazza EP.

## Tracce
1. Non mi conviene puntare in alto – 3:55
2. I soldi sono finiti – 2:37
3. I nostri uomini ti vedono – 3:44
4. I muri di cinta – 3:42
5. La sacra quiete della sera – 2:53
6. La mia giornata che tace – 3:14
7. Le mie notti sono migliori dei vostri giorni – 2:44
8. Lo sporco della Grecia – 3:59
9. Il sangue dal naso – 3:38
10. Piano per una fuga – 3:31
11. Il camino de Santiago – 2:26
12. Abituarsi alla fine – 3:40

## Formazione
- Davide Autelitano - voce e basso
- Federico Dragogna  - chitarra, seconda voce
- Michele Esposito - batteria